# Spenglerschraube

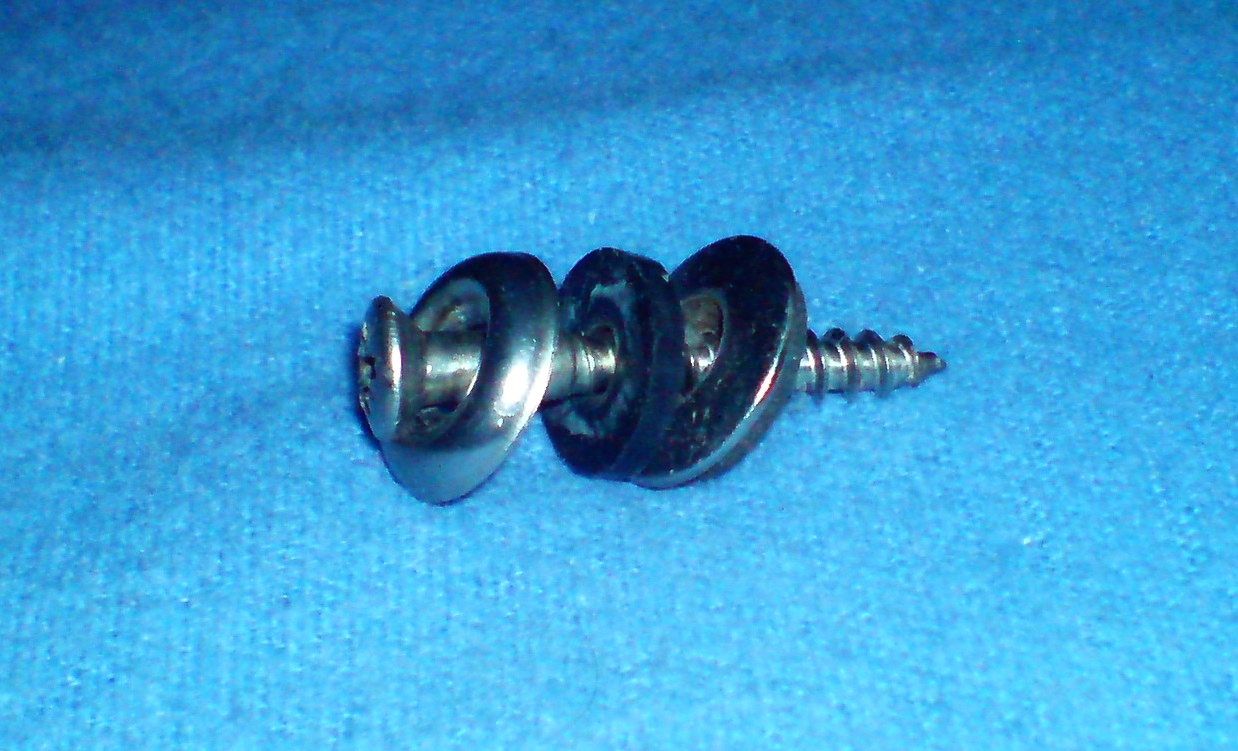
Spenglerschraube 35 × 4,5 mm

Eine Spenglerschraube, auch Klempner-, Dachdecker- und Dichtschraube genannt, ist eine Schraube mit grobem Gewinde (Holzgewinde) sowie meist mit Teilgewinde (also teilweise glattem Schaft) und Linsenkopf, auf den eine profilierte Tellerscheibe mit passender Dichtscheibe aufgesteckt sind.
Spenglerschrauben werden zur Befestigung von Blechen, Tafeln und Platten verwendet, die horizontal oder mit leichtem Gefälle verlegt sind und der Witterung ausgesetzt sind. Insbesondere vom Spenglern (Klempner) montierte Fensterbänke aus Blech, sowie Well- und Trapezbleche werden so befestigt. Auch zur Verschraubung von leichten Fassadenplatten, etwa aus Faserzement, Kunststoff oder Aluminium werden Spenglerschrauben eingesetzt. In diesem Fall erlaubt der Gummiring die Temperaturdehnung der Fassadentafeln, ohne dass die Oberfläche dabei durch die Tellerscheibe beschädigt wird.
Sie werden direkt durch das zu befestigende Bauteil hindurch in Holz oder mit Dübel in Mauerwerk verschraubt. Spenglerschrauben mit Bohrspitze können in Blech und Aluminiumprofile geschraubt werden, ohne vorzubohren. Als Antrieb sind Kreuzschlitz-, Torx- und Innensechskantausführungen erhältlich.

## Beschreibung
Die Schrauben werden grundsätzlich vorkonfektioniert mit der Scheibe geliefert. Die Dichtscheibe, die einen Durchmesser zwischen 15 und 25 Millimetern hat, erfüllt verschiedene Zwecke. Zum einen sorgt die Metallscheibe für eine Kraftverteilung des Schraubenkopfes auf eine größere Fläche. Zum anderen verhindert die Dichtscheibe, die oft aus Neopren besteht, aber auch aus EPDM oder Gummi sein kann, das Eindringen von Staub und Flüssigkeiten in die Schraubstelle. Spenglerschrauben aus Edelstahl V2A sind korrosionsbeständig, witterungsbeständig und durch den Dichtring auch wasserdicht. Sie sind auch als Kupferschrauben für bspw. Dacheinblechungen erhältlich, sowie in der Ausführung V4A, die wegen ihrer Salzwasserbeständigkeit in Küstennähe sowie im Boots- und Yachtbau zur Verwendung kommen. 
Bevor Spenglerschrauben weite Verbreitung fanden, wurden Fensterbleche, Anschlussbleche sowie Bleche auf Gesimsen und Mauerkronen mit gewöhnlichen Schrauben, Nägeln oder Draht befestigt. Die Befestigungsstelle konnte anschließend durch das Auflöten eines Hauerbuckel von dem Eindringen von Regenwasser geschützt werden.